# Espina de pescado

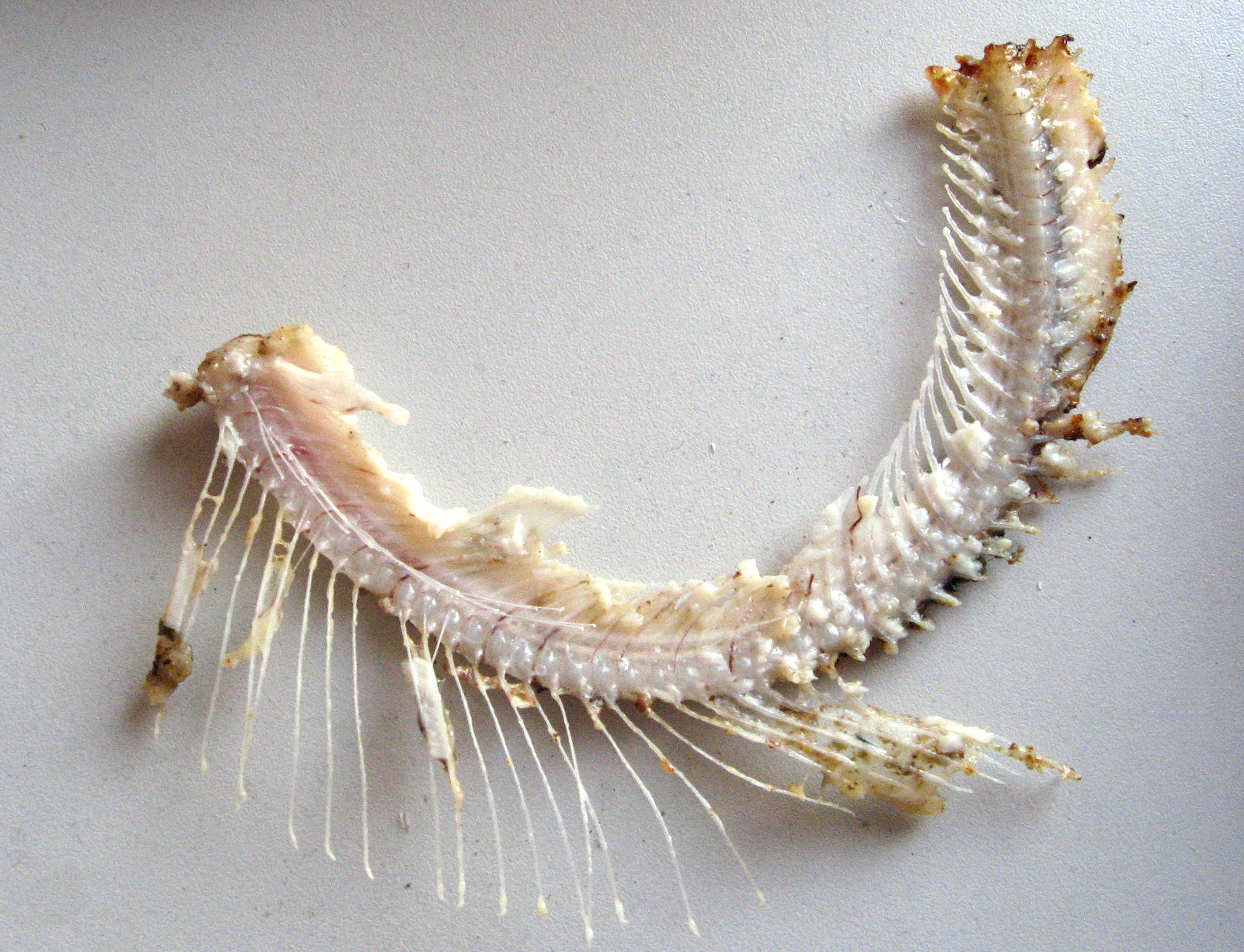
Las espinas son el esqueleto de peces óseos.

Las espinas de pescado (también raspas) son la denominación popular que se le da al esqueleto (generalmente aletas y costillas) de los diversos pescados (Osteichthyes). La anatomía de las espinas de pescado diferencia claramente entre el esqueleto y el cartílago Existen diversos tipos de espinas de pescado: Epineuralia, Epicentralia, Epipleuralia y Myorhabdoi. En el dominio de la gastronomía, las espinas suelen ser retiradas mientras se comen los pescados (generalmente con un cuchillo de pescado), algunos platos suelen prepararse con las espinas y forman parte de sus ingredientes como son los caldos de pescado con el que se elaboran sopas y diversas preparaciones con arroces. Las espinas del pescado han tenido, en las sociedades preindustriales, una función similar a la de agujas.

## Valor nutricional
Las espinas de los pescados se les ha considerado desde el punto de vista nutricional como una fuente de calcio. Suele prepararse las espinas sacadas del subproducto de la industria pesquera y reducirse a suplementos alimentarios..